# Harrow Weald
Harrow Weald est une zone anglaise située au nord-ouest de Londres, dans le borough londonien de Harrow.
Dans le nord de cette zone se trouve la maison historique Grim's Dyke, actuellement un hôtel. Elle fut désignée en 1870 par Richard Norman Shaw pour le peintre Frederick Goodall, mais en 1890 elle fut achêtée par le dramaturge William S. Gilbert. C'est le lac dans les jardins où Gilbert mourut par noyade.